# Minami-Alpen-Nationalpark
Der Minami-Alpen-Nationalpark (jap. 南アルプス国立公園, Minami-Arupusu Kokuritsu Kōen) ist ein Nationalpark in Japan. Er erstreckt sich in den Japanischen Südalpen über die Berge Kita-dake (3193 m), Akaishi-dake (3120 m), Kaikomagadake (2967 m) und Hōō-san (2840 m) des Akaishi-Gebirges in den Präfekturen Yamanashi, Nagano und Shizuoka. Der Kitadake ist nach dem Fuji der zweithöchste Berg Japans. Der Nationalpark ist mit der IUCN-Schutzkategorie II klassifiziert. Das japanische Umweltministerium ist für die Verwaltung des Nationalparks zuständig.

## Tier- und Pflanzenwelt
Dank ihrer südlichen Lage fällt in den Minami-Bergen (Südlichen Bergen) nur im Winter Schnee. Die alpinen Wiesen bieten einen Lebensraum für zahlreiche Tier- und Pflanzenarten. Es wurden allein 30 Säugetierarten gezählt, darunter der Kragenbär (Ursus thibetanus), der Japanische Serau (Capricornis crispus) und der Japanmakak (Macaca fuscata), der von allen Primatenarten die nördlichste Verbreitungsregion aufweist. Zur alpinen Flora zählen Arten wie Weiße Silberwurz, Callianthemum hondoense, Silene uralensis und Saxifraga ceruna.

Tierwelt des Nationalparks
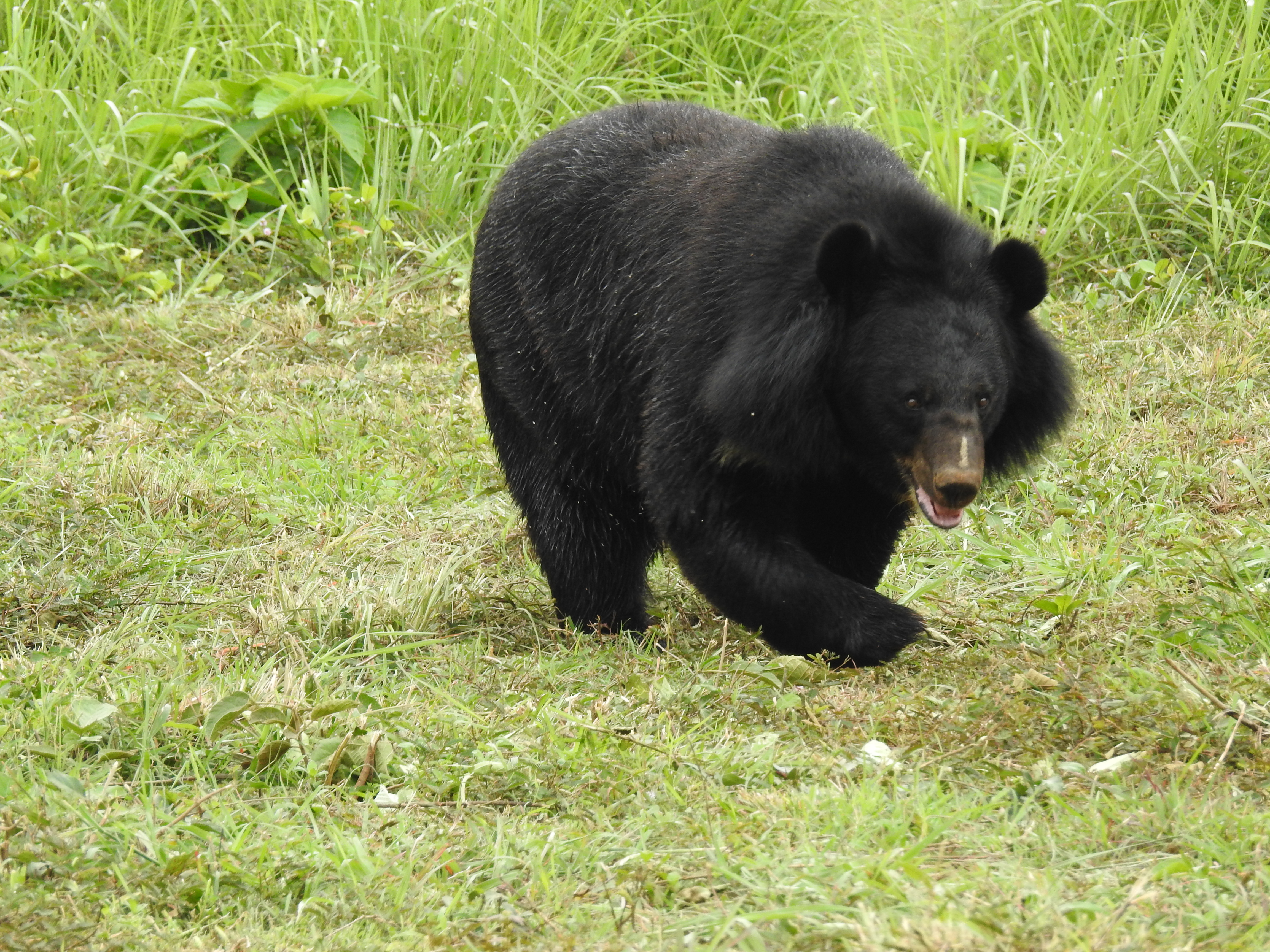
Kragenbär oder Asiatischer Schwarzbär (Ursus thibetanus)
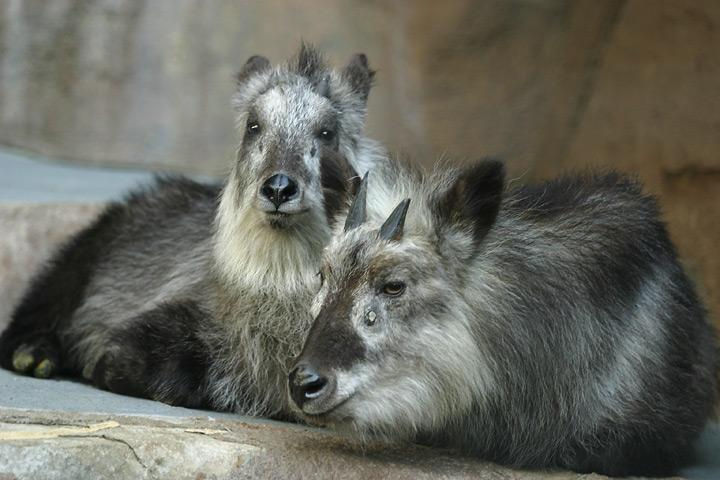
Japanischer Serau (Capricornis crispus)
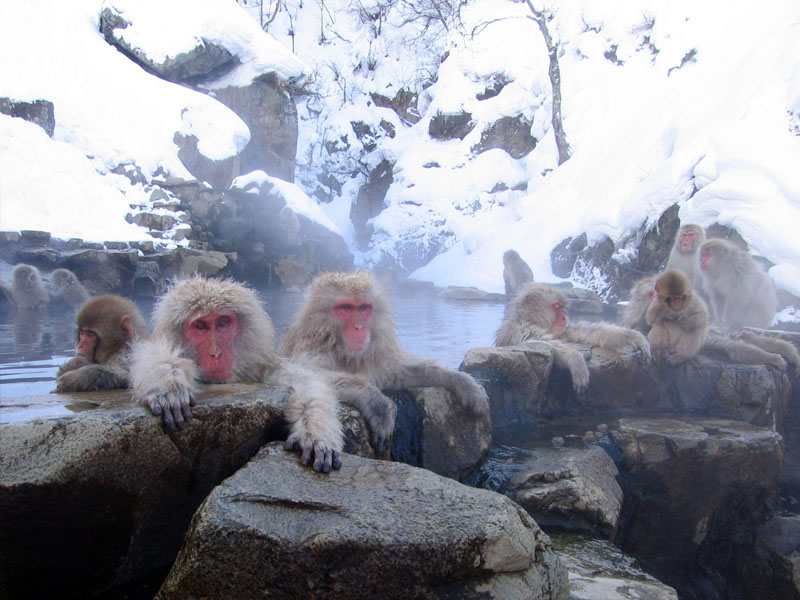
Japanmakaken (Macaca fuscata) in einer heißen Quelle in Nagano

## Tourismus
Die jährlichen Besucherzahlen standen zuletzt bei 710.000 (Stand 2013).